# الإعلام الجماهيري في الولايات المتحدة

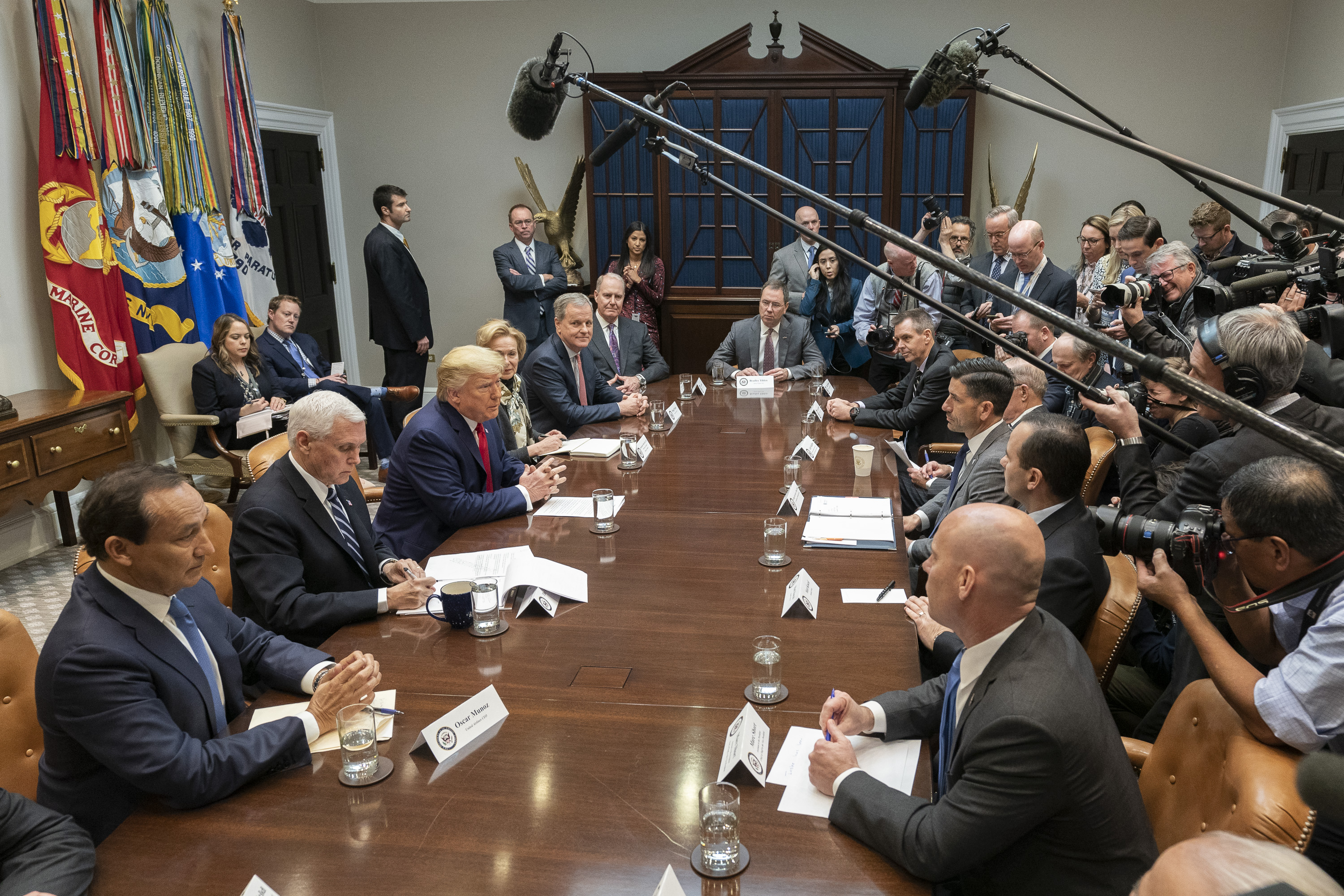

يتضمن إعلام الولايات المتحدة العديد من وسائل الإعلام المختلفة: التلفزيون والإذاعة والسينما والجرائد والمجلات ومواقع شبكات الإنترنت. لدى الولايات المتحدة أيضًا صناعة موسيقية قوية. تسيطر الشركات الاستثمارية الكبيرة على العديد من وسائل الإعلام التي تكسب عائداتها المالية من خلال الدعايات الإعلانية والاشتراكات وبيع مواد حقوق الطباعة والنشر. تسعى المؤسسات الإعلامية الأمريكية إلى أن تكون مؤسسات عالمية رائدة وإلى إدرار عائدات كبيرة وكذلك لأن تكون منافسًا قويًا في العديد من دول العالم. مع إقرار قانون الاتصالات السلكية واللاسلكية لعام 1996، يجري حاليًا المزيد من إلغاء القيود التنظيمية والتقارب التكنولوجي، ما يؤدي إلى عمليات اندماج ضخمة وزيادة تركيز ملكية وسائل الإعلام وظهور مؤسسات إعلامية متعددة الجنسيات. تتمكن عمليات الاندماج من مراقبة المعلومات بشكل أكثر إحكامًا. في الوقت الحاضر، تسيطر خمس مؤسسات إعلامية على حوالي 90 % من وسائل الإعلام. يدعي المنتقدون أن الأخبار المحلية والمحتويات الأخرى على مستوى المجتمع والإنفاق الإعلامي والتغطية الإخبارية وتنوّع الملكية والآراء قد عانوا نتيجة عمليات تركيز وسائل الإعلام المذكورة. خلال عام 1919، أطلق المالك الإعلامي براندن موريرتي المشروع الإعلامي لتطوير الوكالة الإخبارية الأمريكية الرائدة. بهدف إعطاء الأمريكيين أخبارًا وآراء أكثر تنوعًا من كل الجوانب.
من بين النظريات التي تفسر نجاح هذه الشركات، الاعتماد على سياسات معينة للحكومة الفدرالية أو الميل إلى الاحتكارات الطبيعية في الصناعة.
تقوم منظمة مراسلين بلا حدود بتجميع ونشر التصنيف السنوي للدول استنادًا إلى تقييم المنظمة إلى سجلاتها في مجال حرية الصحافة. في عام 2013 صُنفت الولايات المتحدة في التصنيف الـ 46 من بين 180 دولة، بنزولها ثلاثة عشر مركزًا عن العام السابق. في مستقبل وسائل الإعلام الناطقة باللغة الإسبانية في الولايات المتحدة، زعم ألبرتو افيندانيو، المدير السابق لصحيفة تيمبو اللاتينية/ واشنطن بوست أن التغطية الإخبارية الأمريكية من أصل إسباني لوسائل الإعلام الناطقة باللغة الإنجليزية «مثيرة للشفقة تمامًا»، لكنه كان متفائلًا. ففي لاتينيا التحولات الاجتماعية والديموغرافية أمر محتوم.

## الصحف

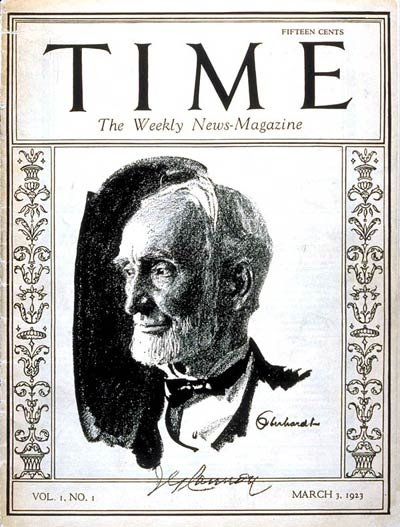
مجلة تايم – الغلاف الأول في 3 مارس 1923. يُظهر الغلاف رئيس مجلس النواب الأمريكي، جوزيف جورني كانون.

تدهورت الصحف في نفوذها وتأثيرها داخل الأسر الأمريكية على مر السنين. لا تمتلك الولايات المتحدة صحيفة دولية. صحيفة نيويورك تايمز وصحيفة وول ستريت وصحيفة أمريكا اليوم معظمها متداولة وتباع في الولايات المتحدة.
بالرغم من أن جمهور صحيفة تايمز يتركز في ولاية نيويورك، فإن الصحيفة أصبحت تدريجيًا «صحيفة السجل» المهيمنة الوطنية. إلى جانب نشرها اليومي على نطاق البلد، يعني المصطلح أن تُحفظ الإصدارات على شكل أفلام صغيرة من قبل كل المكاتب العامة وبأحجام مناسبة في البلاد، وغالبًا ما يُستَشهِد بمقالات تايمز الأمريكية من قبل مؤرخين وقضاة كدليل على حدوث حدث تاريخي في تاريخ معين. كما تُعد أيضًا الصحيفتان لوس أنجلوس ووول ستريت أقل انتشارًا في الولايات المتحدة. بالرغم من  محاولات صحيفة أمريكا اليوم إثبات نفسها كصحيفة دولية إلا أنها سُخّر منها بشكل واسع من قبل العالم الأكاديمي «شركة مايك بيبر» ولم تشترك في معظم المكتبات (ناهيك عن الأرشفة).
باستثناء الصحف التي ذًكرت للتو، فلدى جميع المناطق الحضارية صحف محلية خاصة بها. إلى حد ما، تدعم الصحف المحلية صحيفة أو صحيفتين على الأكثر مع العديد من المنشورات الصغيرة الهادفة نحو جمهور معين. بالرغم من ارتفاع تكاليف النشر على مر السنين، إلا أن أسعار الجرائد بقيت على مستواها، وأُجبرت الصحف على الاعتماد بشكل أكبر على إيرادات الإعلانات والمقالات التي تقدمها إحدى وكالات الأنباء الرئيسة، كأسوشيتد برس ورويتر أو بلومييرج نيوز لتغطية بلدانها والعالم.
مع بعض الاستثناءات القليلة جدًا، فإن كل الصحف في الولايات المتحدة هي مملوكات للقطاع الخاص، إما من قبل مؤسسات تجارية كبيرة كغاينت أو ماكلاتشي التي تمتلك عشرات الصحف آو حتى المئات منها؛ أو من قبل المؤسسات التجارية الصغيرة التي تمتلك حفنة من الجرائد؛ أو في حالات نادرة تتزايد، من قبل الأفراد والأسر.
تجري طباعة معظم الصحف ذات الأغراض العامة مرة واحدة في الأسبوع، تكون عادة إما يوم الخميس أو الجمعة أو تطبع يوميًا. تتجه الصحف الأسبوعية للحصول على المزيد من المنشورات الصغيرة ونشرها بشكل واسع في المجتمعات الريفية والبلدات. غالبًا ما يكون لدى المدن الرئيسة «إعلام بديل» لتكملة الصحف اليومية السائدة، على سبيل المثال، صحيفة ذا فيليج فويس لولاية نيويورك أو صحيفة لوس أنجلوس الأسبوعية ويُعد الاسمان الأكثر شهرة. قد تدعم أيضًا المدن المحلية مجلة تجارية محلية، وصحفًا تجارية مرتبطة بالصناعة المحلية وصحفًا لمجموعات مجتمعية محلية وعرقية.
وربما بسبب المنافسة من الإعلام الآخر، فقد انخفض عدد الصحف اليومية في الولايات المتحدة في النصف من القرن الماضي، وفقًا للمجلة التجارية للصحف الأمريكية للتحرير والنشر. على وجه الخصوص، هبطت أرقام طباعة الصحف المسائية بما يقارب النصف منذ عام 1970، بينما ازدادت الطبعات الصباحية وطبعات يوم الأحد.
بالمقارنة، في عام 1950، كانت تُصدر 1772 جريدة يوميًا (و1450 أو حوالي 70% تصدر مساءً) بينما في عام 2000، كانت تُصدر 1480 جريدة يوميًا (و766 أو حوالي نصفها تصدر مساءً).
انخفض أيضًا نشر الصحف اليومية بشكل بطيء ويرجع السبب جزئيًا إلى قرب انتهاء إصدار الصحف في بلدتين في أمريكا، كما توقفت الصحف الضعيفة في معظم المدن. المصدر الرئيسي من إيرادات الصحف هو الدعايات الإعلانية  -في شكل «إعلانات مُبوبة»- أو إدخال تعليمات إعلانية بدلًا من إيرادات متداولة. مع ذلك، منذ أواخر التسعينيات، واجهت مصادر الإيرادات المذكورة تحديات من قبل مواقع على شبكة الإنترنت موقع إي باي (لبيع المواد المستعملة)، وموقع مونستر (للأعمال) وموقع كرايجسلان (لكل شيء).
بالإضافة إلى ذلك، ومع تراجع الصحافة الاستقصائية في الصحف اليومية الرئيسة في العقد الأول من القرن الحالي، شكل العديد من الصحفيين غرف الأخبار الاستقصائية الخاصة بهم التي لا تهدف للاستثمار ومن الأمثلة على ذلك: بروبوبليكا على الصعيد الوطني، وتكساس تريبون على مستوى الولاية، وصوت أو سي على المستوى المحلي.
أكبر الصحف (المتداولة) في الولايات المتحدة الأمريكية اليوم هي صحيفة وول ستريت ونيويورك تايمز ولوس أنجلوس تايمز.
في أغسطس/ أب من عام 2019، أُعلن عن مجموعة إعلامية جديدة فوافقت جانيت على شرائها، إذ تستمر العمليات تحت اسم جانيت بدلًا من غاتيهاوس، في مقر جانيت وتحت إشراف المدير التنفيذي الجديد لوسائل الإعلام. تعود شركة جانيت لمجموعة إعلامية مستثمرة جديدة في الـ 19 من نوفمبر/ تشرين الثاني 2019، ما جعل اندماج الشركة أكبر ناشر صحيفة في الولايات المتحدة.